# Rio da Prata (afluente do rio Piracicaba)
O rio da Prata é um curso de água do estado de Minas Gerais, Região Sudeste do Brasil. Nasce no município de São Domingos do Prata e deságua na margem direita do rio Piracicaba em Nova Era. Sua bacia hidrográfica é uma das principais sub-bacias do rio Piracicaba.
Em sua homenagem o nome do rio foi incorporado à denominação da cidade de São Domingos do Prata no século XVIII. Por outro lado, o leito tem sido afetado pelo despejo de esgoto urbano do mesmo município, contribuindo também com a degradação do rio Piracicaba.